# Jin Nong

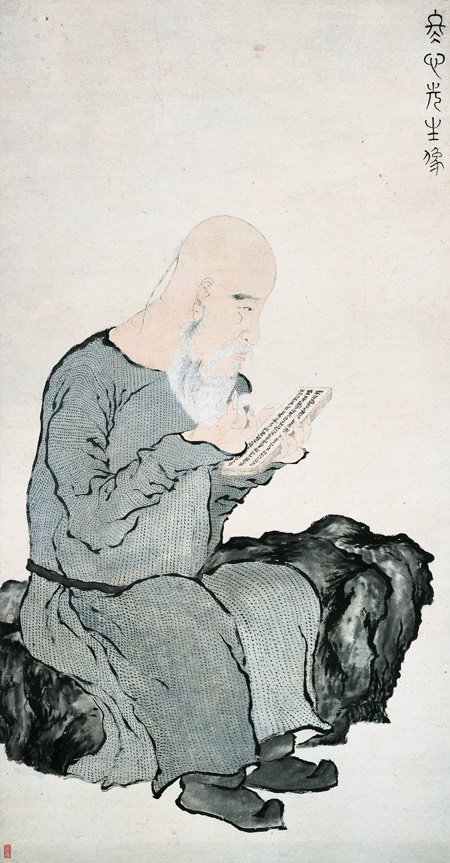
Retrato de Jin Nong al alrededor de 1762.

Jin Nong fue un pintor chino que vivió durante la Dinastía Qing. Nacido el 1687 en Hangzhou, (金農) se hizo popular como pintor y calígrafo mientras vivía como un viudo sin hijos en Yangzhou a los sesenta y pico años. Sus pinturas de flores mei tenían gran demanda.
Era un inconformista, que en general hizo pinturas tradicionales cargadas de simbolismo (por ejemplo sobre orquídeas, bambú, crisantemos, flores mei) y conservó su independencia mediante la venta de sus obras en el mercado libre, en lugar de adoptar un patrón individual.